# Maria Joselita da Silva Moreira
Maria Joselita da Silva Moreira (Fortaleza, 08 de Agosto de de 1972) é uma Atleta Paralímpica Brasileira das modalidades de Dardo, Peso e Disco e Restauradora de Arte. Ficou paraplégica aos oito anos de idade e somente aos 34 decidiu se dedicar ao atletismo. Ita Moreira, como assim é conhecida, reside na cidade de Fortaleza, Ceará. Onde recupera monumentos diariamente e esporadicamente treina suas modalidades esportivas no 23º Batalhão de Caçadores. Ela é casada e tem três filhos. 
Joselita descobriu o talento para o esporte após o sobrinho, com problemas especiais, precisar de ajuda. "Ele costumava participar dos jogos colegiais e, ao completar 18 anos, precisou de um novo espaço onde pudesse treinar", destaca. O ambiente recomendado foi a Faculdade Católica do Ceará. "Foi lá que tudo começou na minha vida", lembra.
Ao levá-lo, Joselita foi convidada pelos treinadores a fazer um teste. O resultado agradou e, no segundo dia de treino, ela já estava inscrita em uma competição em Porto Alegre. Para a surpresa de todos, inclusive da nova atleta, teve as maiores marcas brasileiras no arremesso e lançamento de peso, dardo e disco da sua categoria, na época a F53.
Devido ao seu ótimo desempenho, foi convocada para fazer parte da comitiva brasileira de atletas que participariam dos jogos paraolímpicos, o Parapan.  Com apenas três meses de treinamento, tornou-se detentora dos recordes Parapanamericano Rio 2007 de peso, dardo e brasileiro de disco. Vale ressaltar que Ita foi a única mulher a representar o Estado do Ceará neste esporte.
No Circuito Caixa Brasil Paraolímpico de Atletismo e Natação do ano de 2008 que foi disputado em Natal RN, Joselita Moreira foi ouro no arremesso de peso e nos lançamentos de dardo e disco.
Em 2009 foi homenageada na Assembleia Legislativa por ocasião do Dia Internacional da Mulher. De acordo com a deputada Rachel Marques, Joselita representa a força e a garra da mulher frente às adversidades. "Não só no esporte, como ela tão bem representa, mas em todas as áreas: na educação, na saúde, as trabalhadoras do comércio e da indústria, as trabalhadoras do lar que fazem seu trabalho silencioso e não remunerado, enfim, aqui fica nossa homenagem à mulher guerreira que luta por espaço de trabalho, por reconhecimento e respeito", afirmou.
Nesse mesmo ano Joselita foi um dos grandes destaques dos Jogos Paraolímpicos do Ceará ao conquistar três ouros.
Depois da conquista, conseguiu o  apoi] da Sesporte para lutar por mais uma conquista. Aproximadamente 600 atletas de todo País participaram da principal competição paraolímpica nacional da temporada, a 2ª etapa do Circuito Loterias Caixa Paraolímpico Brasileiro de Atletismo, Halterofilismo e Natação em Porto Alegre, Rio Grande do Sul. No atletismo, foram cinco recordes brasileiros nas provas de campo e três na pista.
O paraibano João Luís Rodrigues lançou o disco na classe F46 a 45m38cm. A cearense Maria Joselita, na F56, também no peso, atingiu 7m67cm. Na F12, na mesma prova, Sonia Maria da Silva fez 7m22cm. Na F53, Elizabeth Rodrigues arremessou a 5m14cm. 
Ela compareceu na Campanha Torcida Solidária da TV Diário que ocorreu no Ginásio Paulo Sarasate, onde foram arrecadados cerca de 5,5 toneladas de alimentos destinados a pessoas desabrigadas. Na ocasião, Joselita falou com a reportagem do Caderno Jogada, do jornal Diário do Nordeste.
Em 2010 durante a primeira etapa nacional do Circuito Brasil Paraolímpico de Atletismo, Halterofilismo e Natação, Joselita conseguiu quebrar o seu próprio recorde brasileiro de sua prova, no arremesso de peso, fez 7m78.
Já em 2011, na primeira etapa do Circuito Norte/Nordeste Loterias Caixa Brasil Paraolímpico de Atletismo, Halterofilismo e Natação,  alcançou a melhor marca para o lançamento do dardo F56 com 17m, 30.
Em 2012 encontrou-se com o jogador de futebol Neymar e foi presenteada por ele com a camisa comemorativa do Santos autografada. Na ocasião ele postou a foto em seu twitter. O encontro repercutiu na mídia, sendo matéria do site Ego e Globo Esporte, dentre outros meios.
Na 1ª Etapa Nacional do Circuito Loterias Caixa Brasil de Atletismo e Natação, em São Paulo, Joselita foi vencedora no lançamento de dardo, com 16,40m. Ela fechou o ano com um balanço super positivo. Recordista Brasileira no arremesso de peso e lançamento de dardo e segundo lugar no lançamento de disco.
Em 2013, participou do Circuito Loterias Caixa Etapa Norte-Nordeste em Manaus alcançando Primeiro Lugar nas Modalidades de Peso e Dardo de sua categoria, a F56. 
No ano de 2014 ela foi destaque de uma matéria de TV no Programa A Grande Jogada da TV Diário. Onde mostrava seu amor pelas artes e pelo esporte.
Durante o ano de 2015, Ita recebeu destaque em alguns veículos da mídia por seu trabalho como restauradora de monumentos. Sendo  homenageada pelo exército brasileiro por seu trabalho como restauradora de monumentos desde 2004 no 23º Batalhão de Caçadores. Ela também foi notícia por participar da restauração da aeronave que vitimou o Mal Castello Branco para a Festa Nacional da Infantaria.
No ano de 2016, Ita segue obtendo bons números em disputas no atletismo. No primeiro semestre de 2017, pelo falecimento de seu pai, Ita passa por um período de luto, dedicando-se à família. Em 2018 ela está de volta ao esporte e continua restaurando monumentos diariamente no 23º BC na cidade de Fortaleza. 